# 前奏曲Op.28, No. 4 (蕭邦)

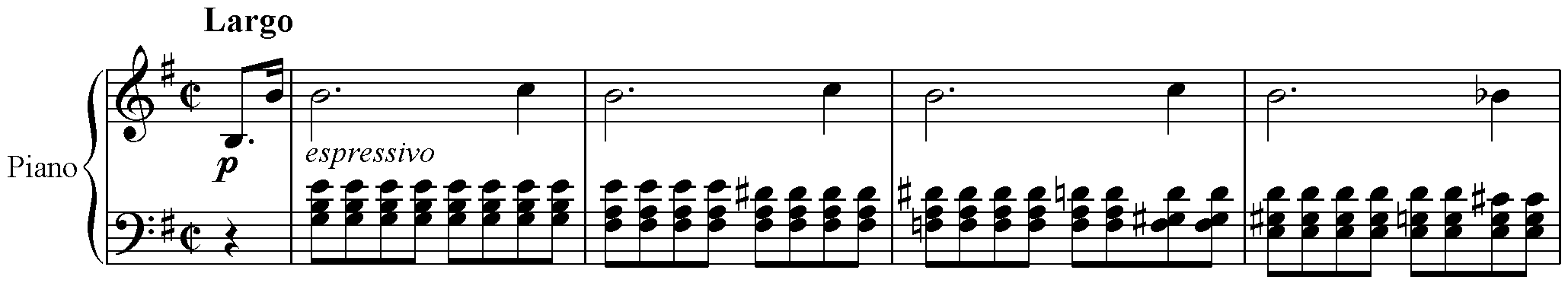
前奏曲Op. 28, No. 4

前奏曲Op. 28, No. 4為蕭邦24首前奏曲中的樂曲，為E小調，緩板（Largo），2/2拍。此曲於蕭邦的葬禮中演奏。
曲中左手部分為重複、以半音音階下降的和弦，右手為緩慢、悲傷的旋律，最後雙手同時彈出和弦作結。全曲的推進簡單直接，但情感有力，使此曲較為知名。
阿爾弗雷德·科爾托將其稱為“墳墓之上”（Sur une tombe），汉斯·冯·彪罗將其稱為“窒息”（Suffocation），以顯出此曲中的絕望情感。喬治·桑的女兒指出喬治·桑曾為每一首前奏曲加上標題，但該樂譜已遺失。其女兒有抄下每首前奏曲的標題，但未有編號。人們相信“Quelles larmes au fond du cloître humide?”（在潮濕的修道院深處流下了甚麼淚水？）為對應此曲的標題。

## 改编及应用
- 李斯特改編作管風琴獨奏。
- 近代音樂人如吉米·佩奇曾改編此曲。[3][4]
- 安東尼奧·卡洛斯·裘賓基於此曲寫了歌曲Insensatez。[5]
- 赛日·甘斯布基於此曲寫了歌曲Jane B。
- 电台司令於專輯OK电脑中的一首為羅密歐與茱麗葉之後現代激情篇配樂的歌曲Exit Music (For a Film)基於此曲創作。[5]
- 電影忘了、忘不了和钢琴家的配樂包括此曲。
- 電影走音天后中的兩名角色合奏此曲。
- 此曲在小說格雷的五十道陰影中被提及，並在同名電影中出現。
- 此曲被應用於電視連續劇白宫群英第五季的劇集中，藉此體現韓民族中「한」的概念。
- 此曲於電視連續劇地球百子第二季以及閃電俠第三季的劇集中出現。
- 在遊戲菲斯的正常結局中使用了此曲的氛圍風格晶片音樂。
- 遊戲世紀帝國II：帝王世紀的配樂包括此曲。

## 外部連結
- 前奏曲, Op. 28：国际乐谱典藏计划上的乐谱
- 来自乌托邦计划（英语：Mutopia Project）的多种格式乐谱 （页面存档备份，存于）